# レイ・ドノヴァン ザ・フィクサー
『レイ・ドノヴァン ザ・フィクサー』（Ray Donovan）は、2013年から2020年に放送されたアメリカ合衆国の犯罪ドラマシリーズ。アン・ビダーマン製作。有料チャンネル「ショウタイム」で2013年6月30日からシーズン1（全12話）が放送された。ショウタイムとして過去最高の初回視聴者数を記録した。
シーズン1放送中の2013年7月16日、シーズン2が2014年に放送されることが発表された。
シーズン7の放送終了後の2020年2月に、最終シーズンとして予定されていたシーズン8がキャンセルされ、シーズン7で打ち切られることが発表された。その後、完結編としてテレビ映画『レイ・ドノヴァン ザ・ムービー.』が制作され、2022年1月14日に放映された。
日本では海外ドラマ専門チャンネル「スーパー!ドラマTV」で放映された。
- シーズン1：2014年3月14日から[9]
- シーズン2：2015年4月10日から[10]
- シーズン3：2016年8月26日から[11]
- シーズン4：2018年5月27日から[12]
- シーズン5：2019年9月15日から[13]
- シーズン6：2020年9月27日から[14]
- シーズン7：2022年3月27日から[15]

また、2015年3月25日にシーズン1、2016年4月22日にシーズン2のDVDが発売されている。

## あらすじ
カリフォルニア州ロサンゼルスを舞台に、セレブの代理人を務める大手法律事務所「ゴールドマン&ドレクスラー」の「敏腕後始末屋フィクサー」で南ボストン出身のレイ・ドノヴァン（リーヴ・シュレイバー）とその3人の兄弟が、根っからのクズで兄弟たちにとっては疫病神的存在であり、20年の服役から仮出所した父ミッキー・ドノヴァン（ジョン・ヴォイト）に振り回され毎回窮地に陥る。そしてレイが各界の大物たちを交渉術で操り、警察、FBIや敵対する組織から掻い潜る姿を描く。

## キャスト

### メインキャスト
レイモンド（レイ）・ドノヴァン
演 - リーヴ・シュレイバー、日本語吹替 - 東地宏樹
大手法律事務所「ゴールドマン&ドレクスラー」の敏腕フィクサー。
アビー・ドノヴァン
演 - ポーラ・マルコムソン、日本語吹替 - 冬馬由美
レイの妻。
テレンス（テリー）・ドノヴァン
演 - エディ・マーサン、日本語吹替 - 坂東尚樹
レイの兄。パーキンソン病。
ブレンダン（バンチー）・ドノヴァン
演 - ダッシュ・マイホック、日本語吹替 - 宮内敦士
レイの弟。アルコール使用障害。
アヴィ
演 - スティーヴン・バウアー、日本語吹替 - 谷昌樹
レイの右腕。かつてのIDF兵士で元モサド工作員。
リーナ
演 - キャサリン・メーニッヒ、日本語吹替 - 鷄冠井美智子
レイの部下で広報担当。レズビアン。
ダリル
演 - プーチ・ホール、日本語吹替 - 竹内栄治
レイの母親違いの弟。プロボクサー。ブラック・アイリッシュ。
ブリジット・ドノヴァン
演 - ケリス・ドーシー、日本語吹替 - 藤村歩、北原沙弥香（シーズン6）
レイの娘。
コナー・ドノヴァン
演 - デヴォン・バグビー、日本語吹替 - 速水秀之、浜田洋平（シーズン2から）
レイの息子。
ミッキー・ドノヴァン
演 - ジョン・ヴォイト、日本語吹替 - 樋浦勉
レイの父親。
サマンサ（サム）・ウィンズロウ
演 - スーザン・サランドン、日本語吹替 - 幸田直子
レイの新たな雇い主。
ジェイコブ・“スミッティ”・スミス
演 - グレアム・ロジャース
ブリジットの恋人。

### 準レギュラー・ゲスト
- エズラ・ゴールドマン: エリオット・グールド - レイの雇い主。
- リー・ドレクスラー: ピーター・ジャコブソン - エズラのビジネスパートナー。
- デブ: デニーズ・クロスビー - エズラの長年の愛人。
- アシュレー・ラッカー: アンビル・チルダーズ - ステュの愛人。
- ステュ・フェルドマン: ジョシュ・パイス（英語版） - 好色な大物映画プロデューサー。
- クローデット: シェリル・リー・ラルフ - ダリルの母。ミッキーの元愛人。
- トミー・ホイーラー: オースティン・ニコルズ - 人気スター俳優。
- フランシス: ブルック・スミス - 看護師。テリーと深い仲になる。既婚者。
- フランク: マイケル・マグレイディ - レイに弱みを握られているFBI捜査官。
- タイニー: クレイグ・リッチ・シェイナク（英語版） - サリーの部下。巨漢。
- ヴァン・ミラー: フランク・ホエーリー（シーズン1） - レイたちを狙っているFBI捜査官。
- ショーン・ウォーカー: ジョナサン・シェック（シーズン1） - 人気スター俳優。
- パトリック（サリー）・サリヴァン: ジェームズ・ウッズ（シーズン1） - 指名手配犯。ミッキーを憎んでいる。
- リンダ: ロザンナ・アークエット（シーズン1） - ミッキーと出会った元女優の脚本家。
- マーヴィン: オクタヴィアス・J・ジョンソン - 若手ラッパー。ブリジットの恋人。
- エドワード・コクラン: ハンク・アザリア（シーズン2-4） - FBIロサンゼルス支局長。野心家。
- アニタ・ノヴァク: ローラ・グラウディーニ（シーズン6） - ニューヨーク市長候補。

## エピソード一覧

### シーズン一覧
| シーズン | シーズン | エピソード | 米国での放送日 | 米国での放送日 |
| シーズン | シーズン | エピソード | 初回           | 最終回         |
| -------- | -------- | ---------- | -------------- | -------------- |
|          | 1        | 12         | 2013年6月30日  | 2013年9月22日  |
|          | 2        | 12         | 2014年7月13日  | 2014年9月28日  |
|          | 3        | 12         | 2015年7月12日  | 2015年9月27日  |
|          | 4        | 12         | 2016年6月26日  | 2016年9月18日  |
|          | 5        | 12         | 2017年8月6日   | 2017年10月29日 |
|          | 6        | 12         | 2018年10月28日 | 2019年1月13日  |
|          | 7        | 10         | 2019年11月17日 | 2020年1月19日  |

### シーズン1 （2013年）
| 通算 | 話数 | タイトル         | 原題               | 監督                         | 米国放送日    | 視聴者数 (万人) |
| ---- | ---- | ---------------- | ------------------ | ---------------------------- | ------------- | --------------- |
| 1    | 1    | 父の出所         | The Bag or the Bat | アレン・コールター           | 2013年6月30日 | 135             |
| 2    | 2    | 新しい世界       | A Mouth Is a Mouth | アレン・コールター           | 2013年7月7日  | 156             |
| 3    | 3    | 追跡の影         | Twerk              | グレッグ・ヤイタネス         | 2013年7月14日 | 145             |
| 4    | 4    | 黒いキャデラック | Black Cadillac     | ジョン・ダール               | 2013年7月21日 | 152             |
| 5    | 5    | ほつれ           | The Golem          | ダン・アティアス             | 2013年7月28日 | 146             |
| 6    | 6    | 燃え尽きない過去 | Housewarming       | マイケル・アッペンダール     | 2013年8月4日  | 145             |
| 7    | 7    | 暗い記憶         | New Birthday       | レスリー・リンカ・グラッター | 2013年8月11日 | 144             |
| 8    | 8    | ブリジット       | Bridget            | ガイ・ファーランド           | 2013年8月18日 | 147             |
| 9    | 9    | モンスター       | Road Trip          | ジェレミー・ポデスワ         | 2013年8月25日 | 133             |
| 10   | 10   | 逆転             | Fite Nite          | タッカー・ゲイツ             | 2013年9月8日  | 125             |
| 11   | 11   | レイの秘密       | Bucky Fuckn' Dent  | ダニエル・ミナハン           | 2013年9月15日 | 141             |
| 12   | 12   | 再出発           | Same Exactly       | マイケル・アプテッド         | 2013年9月22日 | 141             |

### シーズン2 （2014年）
| 通算 | 話数 | タイトル         | 原題           | 監督                     | 米国放送日    | 視聴者数 (万人) |
| ---- | ---- | ---------------- | -------------- | ------------------------ | ------------- | --------------- |
| 13   | 1    | キャプテン       | Yo Soy Capitan | タッカー・ゲイツ         | 2014年7月13日 | 122             |
| 14   | 2    | 奔走             | Uber Ray       | マイケル・アッペンダール | 2014年7月20日 | 127             |
| 15   | 3    | 保護観察         | Gem and Loan   | フィル・エイブラハム     | 2014年7月27日 | 138             |
| 16   | 4    | ほころびた筋書き | S U C K        | タッカー・ゲイツ         | 2014年8月3日  | 145             |
| 17   | 5    | 手に負えない男   | Irish Spring   | ダン・アティアス         | 2014年8月10日 | 142             |
| 18   | 6    | 欲情の行方       | Viagra         | ジョン・ダール           | 2014年8月17日 | 144             |
| 19   | 7    | 招かれざる客     | Walk This Way  | リーヴ・シュレイバー     | 2014年8月24日 | 135             |
| 20   | 8    | 失われた光       | Sunny          | ジョン・ダール           | 2014年8月31日 | 149             |
| 21   | 9    | 白雪姫           | Snowflake      | ガイ・ファーランド       | 2014年9月7日  | 163             |
| 22   | 10   | 絶望の暴走       | Volcheck       | マイケル・アッペンダール | 2014年9月14日 | 180             |
| 23   | 11   | 裏切り           | Rodef          | マイケル・アッペンダール | 2014年9月21日 | 168             |
| 24   | 12   | 大勝負           | The Captain    | マイケル・アッペンダール | 2014年9月28日 | 197             |

### シーズン3 （2015年）
| 通算 | 話数 | タイトル       | 原題                       | 監督                         | 米国放送日    | 視聴者数 (万人) |
| ---- | ---- | -------------- | -------------------------- | ---------------------------- | ------------- | --------------- |
| 25   | 1    | 新天地         | The Kalamazoo              | コリン・バックシー           | 2015年7月12日 | 104             |
| 26   | 2    | 衝突           | Ding                       | エド・ビアンキ               | 2015年7月19日 | 126             |
| 27   | 3    | 代償           | Come and Knock on Our Door | ダン・アティアス             | 2015年7月26日 | 144             |
| 28   | 4    | 帰郷           | Breakfast of Champions     | レスリー・リンカ・グラッター | 2015年8月2日  | 137             |
| 29   | 5    | 芽生え         | Handshake Deal             | コリン・バックシー           | 2015年8月9日  | 132             |
| 30   | 6    | 投票日         | Swing Vote                 | ジョン・ダール               | 2015年8月16日 | 161             |
| 31   | 7    | 認めがたい真実 | All Must Be Loved          | タッカー・ゲイツ             | 2015年8月23日 | 137             |
| 32   | 8    | 墓穴           | Tulip                      | マイケル・アッペンダール     | 2015年8月30日 | 144             |
| 33   | 9    | 結婚式         | The Octopus                | コリン・バクシー             | 2015年9月6日  | 141             |
| 34   | 10   | 鎮魂歌         | One Night in Yerevan       | ダン・アティアス             | 2015年9月13日 | 143             |
| 35   | 11   | チェックメイト | Poker                      | コリン・バクシー             | 2015年9月20日 | 145             |
| 36   | 12   | 告解           | Exsuscito                  | デヴィッド・ホランダー       | 2015年9月27日 | 150             |

### シーズン4 （2016年）
| 通算 | 話数 | タイトル       | 原題                                    | 監督                                   | 米国放送日                                      | 視聴者数 (万人) |
| ---- | ---- | -------------- | --------------------------------------- | -------------------------------------- | ----------------------------------------------- | --------------- |
| 37   | 1    | ギターの少女   | Girl with Guitar                        | リーヴ・シュレイバー                   | 2016年6月20日 (online) 2016年6月26日 (Showtime) | 111             |
| 38   | 2    | 引き戻されて   | Marisol                                 | ジョン・ダール                         | 2016年7月3日                                    | 115             |
| 39   | 3    | 報復           | Little Bill Primm's Big Green Horseshoe | マイケル・アプテッド                   | 2016年7月10日                                   | 134             |
| 40   | 4    | やぶれかぶれ   | Federal Boobie Inspector                | フィル・エイブラハム                   | 2016年7月17日                                   | 127             |
| 41   | 5    | 闇にさす光     | Get Even Before Leavin'                 | ロバート・マクラクラン                 | 2016年7月24日                                   | 127             |
| 42   | 6    | 切れた糸       | Fish and Bird                           | デイジー・フォン・シャーラー・メイヤー | 2016年7月31日                                   | 124             |
| 43   | 7    | 取引           | Norman Saves the World                  | トリシア・ブロック                     | 2016年8月7日                                    | 113             |
| 44   | 8    | 奪回           | The Texan                               | タッカー・ゲイツ                       | 2016年8月14日                                   | 121             |
| 45   | 9    | 失われた愛     | Goodbye Beautiful                       | ジェームズ・ホイットモア・Jr           | 2016年8月21日                                   | 121             |
| 46   | 10   | 深み           | Lake Hollywood                          | スティーヴン・ウィリアムズ             | 2016年8月28日                                   | 100             |
| 47   | 11   | 大博打         | Chinese Algebra                         | ジョン・ダール                         | 2016年9月11日                                   | 147             |
| 48   | 12   | 運命のラウンド | Rattus Rattus                           | デヴィッド・ホランダー                 | 2016年9月18日                                   | 134             |

### シーズン5 （2017年）
| 通算 | 話数 | タイトル           | 原題                                 | 監督                                   | 米国放送日     | 視聴者数 (万人) |
| ---- | ---- | ------------------ | ------------------------------------ | -------------------------------------- | -------------- | --------------- |
| 49   | 1    | アビー             | Abby                                 | デヴィッド・ホランダー                 | 2017年8月6日   | 113             |
| 50   | 2    | ラスベガス         | Las Vegas                            | ジョン・ダール                         | 2017年8月13日  | 111             |
| 51   | 3    | 逃避               | Dogwalker                            | ジョン・ダール                         | 2017年8月20日  | 106             |
| 52   | 4    | 売却               | Sold                                 | タッカー・ゲイツ                       | 2017年8月27日  | 107             |
| 53   | 5    | 交渉               | Shabbos Goy                          | デイジー・フォン・シャーラー・メイヤー | 2017年9月10日  | 108             |
| 54   | 6    | 罪悪感             | Shelley Duvall                       | マイケル・アッペンダール               | 2017年9月17日  | 105             |
| 55   | 7    | 告白               | If I Should Fall from Grace with God | マイケル・アッペンダール               | 2017年9月24日  | 115             |
| 56   | 8    | 終止符             | Horses                               | ゼトナ・フエンテス                     | 2017年10月1日  | 122             |
| 57   | 9    | ミスター・ラッキー | Mister Lucky                         | ガイ・ファーランド                     | 2017年10月8日  | 121             |
| 58   | 10   | 兄弟の絆           | Bob the Builder                      | スティーヴン・ウィリアムズ             | 2017年10月15日 | 124             |
| 59   | 11   | マイケル           | Michael                              | カール・フランクリン                   | 2017年10月22日 | 123             |
| 60   | 12   | 父と子             | Time Takes a Cigarette               | デヴィッド・ホランダー                 | 2017年10月29日 | 118             |

### シーズン6 （2018年-2019年）
| 通算 | 話数 | タイトル        | 原題                     | 監督                     | 米国放送日                                        | 視聴者数 (万人) |
| ---- | ---- | --------------- | ------------------------ | ------------------------ | ------------------------------------------------- | --------------- |
| 61   | 1    | スタテン島 前編 | Staten Island, Part One  | アレン・コールター       | 2018年10月19日 (online) 2018年10月28日 (Showtime) | 81              |
| 62   | 2    | スタテン島 後編 | Staten Island, Part Two  | アレン・コールター       | 2018年11月4日                                     | 73              |
| 63   | 3    | 再生            | He Be Tight. He Be Mean. | タッカー・ゲイツ         | 2018年11月11日                                    | 87              |
| 64   | 4    | 人質            | Pudge                    | タッカー・ゲイツ         | 2018年11月18日                                    | 87              |
| 65   | 5    | エリス島        | Ellis Island             | ロバート・マクラクラン   | 2018年11月25日                                    | 99              |
| 66   | 6    | マリア          | A Girl Named Maria       | マイケル・アッペンダール | 2018年12月2日                                     | 105             |
| 67   | 7    | 132分署         | The 1-3-2                | ゼトナ・フエンテス       | 2018年12月9日                                     | 101             |
| 68   | 8    | 幻影            | Who Once Was Dead        | タリク・サレ             | 2018年12月16日                                    | 105             |
| 69   | 9    | あがき          | Dream On                 | デニーズ・ディ・ノヴィ   | 2018年12月23日                                    | 93              |
| 70   | 10   | ベイビー        | Baby                     | ジョン・ダール           | 2018年12月30日                                    | 95              |
| 71   | 11   | ドノヴァン家    | Never Gonna Give You Up  | ジョシュア・マーストン   | 2019年1月6日                                      | 104             |
| 72   | 12   | 死せるもの      | The Dead                 | デヴィッド・ホランダー   | 2019年1月13日                                     | 121             |

### シーズン7 （2019年-2020年）
| 通算 | 話数 | タイトル             | 原題                       | 監督                   | 米国放送日     | 視聴者数 (万人) |
| ---- | ---- | -------------------- | -------------------------- | ---------------------- | -------------- | --------------- |
| 73   | 1    | 四つ葉               | Faith. Hope. Love. Luck.   | ジョシュア・マーストン | 2019年11月17日 | 91              |
| 74   | 2    | 犯人捜し             | A Good Man Is Hard to Find | ジョシュア・マーストン | 2019年11月24日 | 87              |
| 75   | 3    | 家族の思い出         | Family Pictures            | ニック・ゴメス         | 2019年12月1日  | 93              |
| 76   | 4    | ヒスペス             | Hispes                     | タッカー・ゲイツ       | 2019年12月8日  | 82              |
| 77   | 5    | アイルランドの子守歌 | An Irish Lullaby           | ダッシュ・ミホク       | 2019年12月15日 | 91              |
| 78   | 6    | 内通者               | Inside Guy                 | ジョン・ダール         | 2019年12月22日 | 89              |
| 79   | 7    | 名義書換代行人       | The Transfer Agent         | キーラ・セジウィック   | 2019年12月29日 | 100             |
| 80   | 8    | パスポートと銃       | Passport and a Gun         | ジョン・ダール         | 2020年1月5日   | 102             |
| 81   | 9    | 盗聴器               | Bugs                       | エド・ビアンキ         | 2020年1月12日  | 92              |
| 82   | 10   | ともに               | You'll Never Walk Alone    | デヴィッド・ホランダー | 2020年1月19日  | 105             |

## 受賞・ノミネーション
2013年6月、他の5作品とともにCritics' Choice Television Award for Most Exciting New Seriesに選ばれた。
第71回ゴールデングローブ賞において、リーヴ・シュレイバーが主演男優賞（テレビシリーズ・ドラマ部門）にノミネートされ、ジョン・ヴォイトが助演男優賞（テレビ部門）を受賞した。

## ドノヴァンボクシングジム
シリーズ通してでてくる 兄テリー・ドノヴァンの経営する ボクシングジムは 3121 Beverly Blvd, Los Angeles, CA 90057でセットが組まれた。